# Giugno (Salone dei Mesi)
Giugno è uno degli affreschi (500×320 cm circa) del Salone dei Mesi di Palazzo Schifanoia a Ferrara. È databile al 1468-1470 circa ed è attribuito all'anonimo maestro ferrarese detto Maestro degli occhi spalancati, del quale si conserva un nucleo di opere alla Pinacoteca nazionale di Ferrara. 

## Storia
Gli affreschi del Salone di rappresentanza di palazzo Schifanoia furono eseguiti per volontà di Borso d'Este negli anni 1468-1470 per celebrare probabilmente l'investitura, da parte di papa Paolo II, di Borso a duca di Ferrara, programmata all'inizio del 1471.
Manifesto politico della grandezza del duca e delle sue arti di governo, e testimonianza alta della cultura della corte estense, il ciclo di Schifanoia fu realizzato da tutti gli artisti dell'Officina ferrarese, con la direzione probabile di Cosmè Tura e l'ideazione del tema da parte dell'astronomo, astrologo e bibliotecario di corte Pellegrino Prisciani, che attinse a vari testi eruditi antichi e moderni.
Col tempo il palazzo venne praticamente abbandonato, versando in gravi condizioni soprattutto dopo la cacciata degli Este (1598). Gli affreschi furono scialbati e le sale del palazzo destinate ad usi impropri, che compromisero gravemente le decorazioni. Solo tra il 1820 e il 1840 vennero progressivamente ritrovati gli affreschi, dei quali però restarono leggibili solo sette su dodici, in particolare le sole pareti nord ed est.

## Descrizione e stile

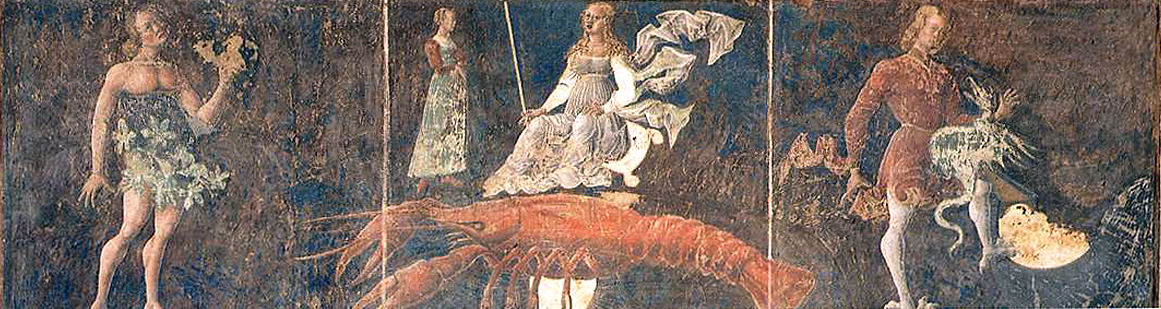
I Decani

Come gli altri Mesi, anche Giugno è diviso in tre fasce orizzontali: una superiore con il trionfo della divinità protettrice del mese, in questo caso Mercurio, una centrale con il segno zodiacale (Cancro) e i tre "decani", e una inferiore con scene del governo di Borso d'Este. 
Il trionfo di Mercurio è impostato in maniera più semplice dei Mesi di Francesco del Cossa, con un andamento orizzontale, parallelo alla parete, e non proveniente dallo sfondo verso avanti. Il suo carro è trainato da aquile con la figura del dio, deteriorata dai danni subiti dall'affresco, che regge in mano una sorta di viola e il caduceo. Il dio dei commerci è circondato da gruppi di mercanti intenti ai loro affari. Un lupo e una scimmia sono simboli della mercatura; si vedono anche la ninfa Io trasformata in giovenca e Argo decapitato da Mercurio. Lo sfondo si apre a effetto nel centro, con montagnole e speroni rocciosi arricciati a "ciuffo di panna" come in altri episodi della serie. 
La fascia centrale mostra le tre figure dei "decani", cioè i protettori delle tre decadi del mese, e il Cancro, rappresentato come un'aragosta. Essi sono rappresentati secondo il sistema astrologico egizio che venne trascritto da Teucro Babilonese nel I secolo a.C., poi ripreso nell'Astronomica di Manilio in età imperiale e poi da Pietro d'Abano nel medioevo (Astolabium planum), mediando da testi arabi, come Albumasar (IX secolo). 
Vi si vede un uomo vestito di fronde che tiene in mano un oggetto illeggibile (forse la Sfortuna o la Follia), una donna vestita di bianco con in mano un bastone e davanti una donna (forse una rappresentazione della Giustizia che giudica un'anima umana), e un curioso personaggio con zampe di grifone che lotta con un draghetto (forse il Furto). Il loro significato non è sicuro. Le ipotesi più accreditate sono quelle di Aby Warburg che, consultando vari testi antichi, tra cui l'Astronomica di Manilio, spiegò i decani come divinità sideree egiziane di età ellenistica, con un preciso significato astrologico, che presiedevano alle forme di vita nate nei periodi di tempo da essi controllati; erano inoltre assimilati ai pianeti posti sotto il loro dominio, e ai segni dello zodiaco: di ogni segno i decani rappresentavano infatti le tre "facce".
In basso, alquanto deteriorata, si trova una scena con il duca Borso in corteo che si dirige verso un portico, dove un personaggio inginocchiato è pronto a rivolgergli una supplica.